# Clan Cumming
Il Clan Cumming, conosciuto anche con il nome di Clan Comyn è un Clan scozzese proveniente dalle Highlands centrali che giocò un ruolo di primo piano durante le Guerre di indipendenza scozzesi. Il loro potere cominciò a declinare con la salita al trono di Roberto I di Scozia del clan dei Bruce, loro storico rivale.

## Storia

### Dalla Normandia alle Highlands
I Cumming salirono al potere con Davide I di Scozia e come molti altri che accrebbero la propria influenza in quegli anni erano di origine normanna. L'origine del loro cognome potrebbe derivare da Comines, presso Lilla o da Bosc-Bénard-Commin in Normandia.
Richard Comyn, nipote di William Comyn che era Cancelliere per Enrico I d'Inghilterra fu il primo della sua famiglia a stabilirsi in Scozia, da lì cominciarono a imparentarsi con la famiglia reale scozzese come dimostra il matrimonio di tale William Comyn, bis-nipote di Donald III di Scozia che sposò una donna di nome Marjorie di Buchan ed il loro figlio fu il Comyn che acqyuisì la signoria di Badenoch. Il centro del loro potere era al castello di Ruthven, nella Scozia centrale e che allora dominava alcuni passi di montagna che dal nord portavano verso il sud del paese. La Signoria di Badenoch passò quindi al primo John Comyn (1215circa-circa 1275), conosciuto come il "Rosso", egli riuscì ad avere anche la Signoria di Lochaber, sulla costa centro-occidentale e qui fecero costruire attorno al 1270-1280 il castello di Inverlochy.
Figlio di John Comyn, il "Rosso" fu John Comyn, II signore di Badenoch (morto nel 1302), detto il "Nero. Dopo la morte di Alessandro III di Scozia nel 1286 fu uno dei Guardiani per la giovanissima Margherita di Scozia e quando essa morì nel 1290 fu uno dei pretendenti al trono tramite la propria ascendenza che risaliva a Donald III di Scozia. Quando però Edoardo I d'Inghilterra, che era stato chiamato a decidere quale dei pretendenti avesse il diritto alla corona, si pronunciò a favore di Giovanni di Scozia Comyn appoggiò la scelta del sovrano inglese.

### Un supporto altalenante

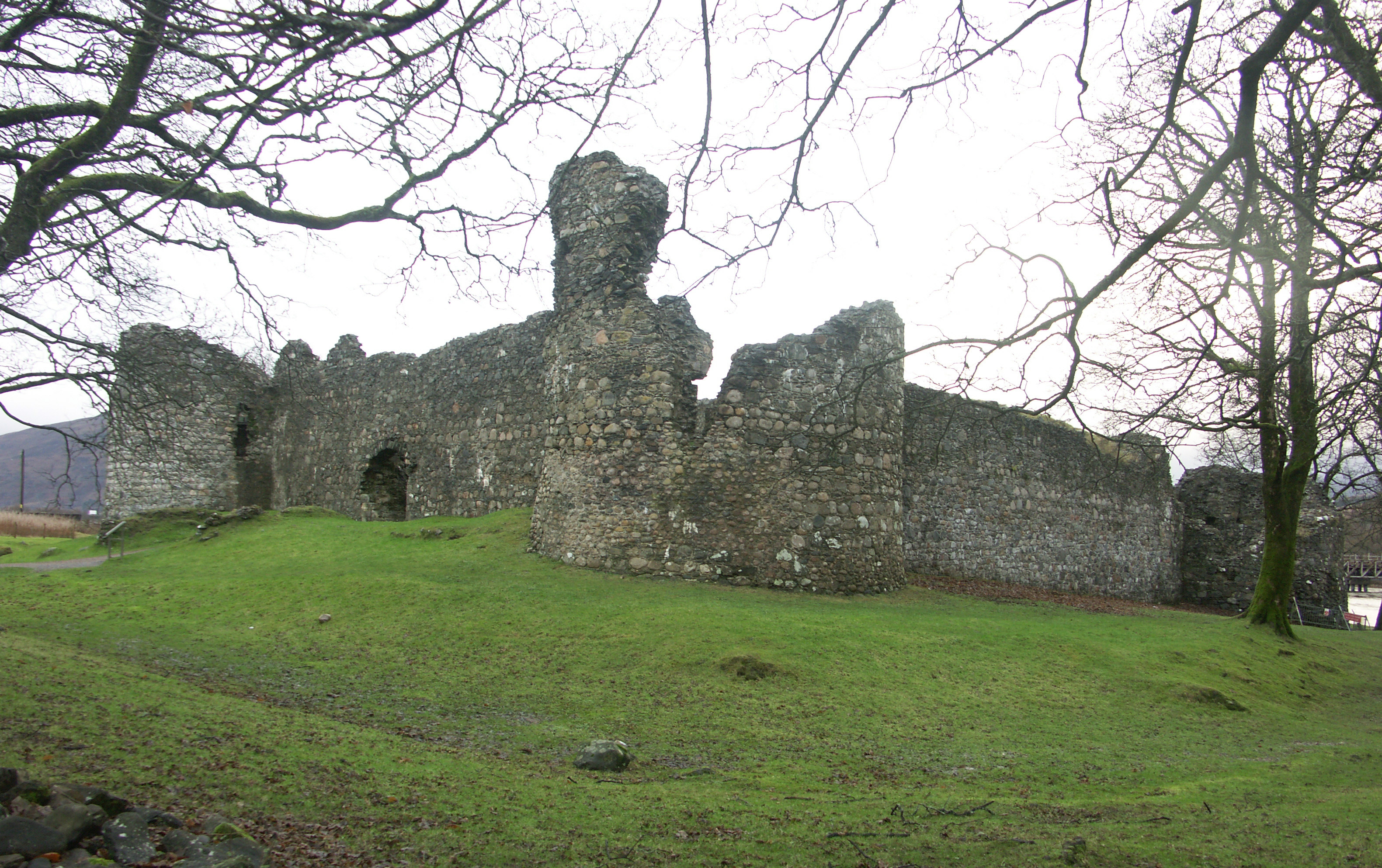
Le rovine del Castello di Inverlochy.

John II si era sposato con Eleanor Balliol ed il loro erede fu John III Comyn, Signore di Badenoch (morto il 10 febbraio 1306) e questo nuovo Comyn era ancora più vicino alla casa reale essendo nipote per via materna di Dervorguilla di Galloway che a sua volta discendeva da Davide I di Scozia. In questo periodo di Comyn si divisero in due grandi rami, i Signori di Badenoch e Lochaber ed i conti di Buchan e la famiglia controllava molti dei castelli più importanti ed anche molte delle maggiori vie di comunicazione specialmente nella Scozia nord-orientale. I loro castelli di maggior importanza strategica erano quelli di Ruthven, Lochindorb, Blair Castle, Balvenie, Dundarg, Cairnbulg ed il Castello di Rattray, questo come già accennato prima permetteva loro di controllare gran parte delle strade della regione. Esisteva anche un terzo ramo, i Comyn di Kilbride che controllavano la parte centro meridionale del paese attraverso il castello di Kirkintilloch, Dalswinton, Cruggleton, Bedrule, Scraesburgh e Kilbride.
Oltre a questi manieri, che appartenevano alla famiglia in quanto proprietà private, essi ne possedevano altri in virtù del loro ruolo, quasi ereditario, di Sceriffi ed erano quello di Dingwall, di Banff e di Wigtown.
I Comyn aumentarono la loro influenza unendosi, tramite matrimonio, con alcune delle più famose famiglie di Scozia, i conti di Marr, Ross, Sgnus, Fife, Strathearn, con le famiglie del Clan MacDougall, Clan Graham, Clan Fraser, Clan Sinclair, Clan Maxwell, Clan Hay e del Clan Murray, oltre a quelle dei Balliol, Mowbray, Umphraville e Soules.
Il fatto che i Comyn abbiano avuto per molti anni il titolo di Giustizieri di Scozia è sicuramente un segno di quanto fosse grande il loro potere e la carica passò di generazione in generazione almeno per due volte nel periodo dal 1205 al 1304, detenendo la carica per più di mezzo secolo, nelle persone di William Comyn, Signore di Badenoch (1163circa-1233) ed Alexander Comyn, conte di Buchan.
John III fu un fautore, al suo tempo, dell'indipendenza scozzese, egli comandò l'esercito nella Battaglia di Roslin del 24 febbraio 1303, la vittoria fu sua, ma quando molti dei suoi alleati si sottomise a Edoardo I d'Inghilterra anche lui fece lo stesso.
Nel 1306 John III si incontrò in una chiesa di Dumfries con Robert Bruce esponente di un altro importante clan scozzese e in quell'occasione Comyn morì, il 10 febbraio, come mai quell'incontro si sia risolto con la sua morte non è mai stato chiaro anche se si crede che una colluttazione fosse nata in seguito alla richiesta di Bruce non tanto del loro appoggio, ma quanto del fatto che John dovesse tradire i termini di pace conclusi con Edoardo. Si crede che l'omicidio sia avvenuto per mano di Bruce e dei suoi accompagnatori ed in quell'occasione perse la vita anche lo zio di Comyn che aveva provato a difenderlo, periti loro i titoli di Conte di Buchan e Signore di Badenoch furono requisiti dalla corona.
Nel 1314 anche John IV morì mentre combatteva contro gli uomini di Bruce nella Battaglia di Bannockburn e non era la prima volta che venivano sconfitti dai rivali, già sei anni prima, nel 1308 la battaglia di Inverurie del 23 maggio erano stati battuti. Con Bannockburn il potere storico dei Comyn finì, Adomar, il figlio di John IV, morì nel 1316, ultimo maschio della linea di Badenoch e le terre della Signoria andarono al Clan Macpherson che avevano supportato i Bruce.

### Dopo la caduta
L'indebolimento dei Comyn provocò la loro depredazione da parte degli altri clan, si dice che il Clan Grant fosse riusciti a strappare ai Comyn uno dei loro castelli e che, nel farlo, avessero ucciso il capofamiglia e ne avessero appesi i resti alle mura.
Vero, sicuramente, è che entro il 1400 il Clan Comyn, conosciuto ora con il nome di Cummings, era diventato un clan come ogni altro che si trovasse nelle Highlands e che portava avanti guerre e scontri con i clan rivali cosa che fecero almeno fino alla fine del Cinquecento.
Verso la fine del Settecento molti membri del clan lasciarono la Scozia per andare in Irlanda, Galles, Inghilterra e da lì nelle colonie, il cognome, pur nelle varianti, è rintracciabile ancora oggi ed è portato da numerose persone.
La residenza di famiglia è nella regione di Moray.

## Capi e sede
Dopo la morte dell'ultimo capo della linea Badenoch, il titolo di capo è passato ai Cummings di Altyre, famiglia alla quale rimane tuttora. L'attuale capo della casata è sir Alexander "Alastair" Penrose Cumming di Altyre, discendente di sir Robert Comyn, il cavaliere che venne ucciso mentre difendeva suo nipote, John the Red Comyn.
- La sede di famiglia è ad Altyre, Moray, Scozia

## Tartans
I tartans associati al cognome Comyn/Cumming includono:
| Tartan | Note |
|        | MacAulay or Comyn/Cumming: questo tartan venne pubblicato per la prima volta da James Logan come tartan MacAulay; venne illustrato nell'opera di Logan e R. R. McIan's The Clans of the Scottish Highlands nel 1845. Un tartan praticamente identico, indicato come tartan Cymyne (Comyn), apparve nel Vestiarium Scoticum del 1842 ad opera di 'Sobieski Stuarts'. Nell'opera del 1850 di W & K Smith è oindicato come tartan Comyn/Cumming. Smith ritiene inoltre che tale tartan sia stato predisposto secondo indicazioni dello stesso fondatore della casata di Cumming. Scottish Tartans World Register#1157 Archiviato il 7 ottobre 2007 in Internet Archive. |
|        | Comyn: questo tartan venne pubblicato per la prima volta nel 1842 nel Vestiarium Scoticum. |

## Castelli e residenze
Il Clan Cumming fu una delle famiglie che costruì e ottenne più castelli in tutta la Scozia, oltre che in Inghilterra, in Irlanda ed in Spagna.
- Torre di Albiz, Albiz, Spagna
- Castello Balvenie, Moray, Scozia
- Castello di Bedrule, Roxburgh, Scozia
- Castello di Blair, Blair Atholl, Perthshire, Scozia
- Castello di Cadzow, Lanark, Scozia
- Castello di Grant, Inverness, Scozia
- Castello di Roy, Inverness, Scozia
- Castello di Comyn, Strathclyde, Scozia
- Castello di Dalswinton, Dumfries, Scozia
- Castello di Delgatie, Aberdeen, Scozia
- Castello di Drum, Aberdeen, Scozia
- Castello di Dumphail, Moray, Scozia
- Castello di Dundarg, Aberdeen, Scozia
- Castello di Ellon, Aberdeen, Scozia
- Castello di Inchtalla, Perth, Scozia
- Castello di Inverallochy, Aberdeen, Scozia
- Castello di Inverlochy, Lochaber, Scozia
- Castello di Kinedar, Aberdeen, Scozia
- Castello di Kirkintilloch, Strathclyde, Scozia
- Castello di Lochindorb, Inverness, Scozia
- Castello di Loch-an-Eilein, Inverness, Scozia
- Castello di Machan, Lanark, Scozia
- Castello di Mains, Dundee, Scozia
- Castello di Northallerton, Northumberland, Inghilterra
- Castello di Pittulie, Aberdeen, Scozia
- Castello di Polkelly, Fenwick, Scozia
- Castello di Rait, Nairn, Scozia
- Caserme di Ruthven, Inverness, Scozia
- Castello di Slains, Aberdeen, Scozia
- Castello di Swords, Dublino, Irlanda
- Castello di Urquhart, Inverness, Scozia

## Siti religiosi
Il Clan Cumming è associato ai seguenti siti religiosi:
- Altyre Kirk, Moray, Scozia
- Cappella Cumbernauld, Lanark, Scozia
- Abbazia di Deer, Aberdeen, Scozia
- Cattedrale di Glasgow, Strathclyde, Scozia
- Priorato di Inchmahome, Perth, Scozia